# Адміністративне затримання
Адміністративним затриманням в адміністративному праві називається допоміжний захід адміністративного припинення загального призначення (захід забезпечення провадження в справах про адміністративні правопорушення), який полягає у тимчасовому обмеженні свободи пересування і місцезнаходження і застосовується в разі, коли інші заходи адміністративного припинення неефективні для забезпечення належного виконання провадження в справі про адміністративне правопорушення і забезпечення притягнення правопорушника до відповідальності. Адміністративне затримання можливе лише в разі вчинення адміністративного правопорушення, затримання в разі скоєння злочину регулюється Кримінальним процесуальним кодексом. При цьому КУпАП містить вичерпний перелік адміністративних правопорушень, за які різними державними органами адміністративне затримання може бути застосоване до порушника.
Про адміністративне затримання складається протокол та повідомляються родичі затриманого.
Строк адміністративного затримання не може бути більшим за три години, у виняткових випадках цей термін може бути подовжено до трьох діб за вчинення певних чітко визначених правопорушень. Цей термін обчислюється з моменту доставлення правопорушника до органу, уповноваженого провадити адміністративне затримання.
Затримувати мають право:
- органи внутрішніх справ — Національна поліція України (за більшість правопорушень, за які може бути застосоване адміністративне затримання взагалі)
- органи прикордонної служби (за правопорушення, пов'язані з перетином державного кордону України або порядком в'їзду на окремі території)
- старшою посадовою особою воєнізованої охорони, розташованої біля охоронюваного об'єкту (за правопорушення, пов'язані з посяганням на об'єкти під охороною)
- посадовими особами Військової служби правопорядку у Збройних Силах України (за правопорушення, вчинені військовослужбовцями, військовозобов'язаними, резервістами під час проходження зборів чи працівниками Збройних Сил України під час виконання ними своїх обов'язків)
- органами Служби безпеки України (за порушення законодавства про державну таємницю та про доступ до інформації та деякі інші)
- посадовими особами органів і установ виконання покарань (арештних домів, колоній) та СІЗО (за порушення правил передачі предметів особам, які утримуються у вищезазначених установах)
- посадовими особами, уповноваженими на те центральним органом виконавчої влади, що реалізує державну політику у сферах міграції (імміграції та еміграції), у тому числі протидії нелегальній міграції, громадянства, реєстрації фізичних осіб, — при порушенні законодавства про перебування в Україні іноземців та осіб без громадянства і транзитний проїзд через територію України.

Адміністративне затримання не застосовується до іноземців, щодо яких діє право дипломатичного імунітету, народних депутатів ВР, прокурорів та суддів.